# Noemie Benczer Koller
Noemie Benczer Koller (geboren als Noemie Benczer 21. August 1933 in Wien) ist eine österreichisch-amerikanische Kernphysikerin und erste Professorin an der Rutgers University.

## Leben und Werk
Noemi Benczer ist eine Tochter des Chemikers Leon Maurice Benczer und der Rica Bolner. Sie emigrierte mit ihren Eltern 1934 nach Frankreich, 1942 nach Kuba und 1943 nach Mexiko, wo sie eine französische Schule besuchte. Sie reiste 1951 nach dem Abitur nach New York und studierte am Barnard College, da an der Columbia University keine Studentinnen zugelassen waren. 1953 erhielt sie den Bachelor in Amerikanischer Geschichte, Mathematik und Physik und 1955 den Master. 1956 heiratete sie den Physikstudenten Earl Leonard Koller Stevens und promovierte 1958 in Experimentalphysik bei Chien-Shiung Wu an der Columbia University, wo sie bis 1960 als Postdoc beschäftigt war. Danach bekam sie in der Fakultät für Physik als erste Frau in der Geschichte der Rutgers University in New Brunswick eine Anstellung und 1965 eine Professur. Sie war Mitglied der Forschungsgruppe für Kernphysik, die am Tandem-Van-de-Graaff-Beschleuniger arbeitete, sowie eine Physikerin für kondensierte Materie, die Experimente zum Mössbauer-Effekt durchführte. Von 1986 bis 1989 leitete sie das Labor für Kernphysik. Von 1992 bis 1996 war sie als stellvertretender Dekan für Wissenschaften an der Fakultät für Künste und Wissenschaften in der Verwaltung der Universität tätig. Sie war in der American Physical Society und in zahlreichen nationalen Ausschüssen aktiv, sowie von 1993 bis 1994 Vorsitzende der APS Nuclear Physics Division mit 2.500 Mitgliedern.
Jährlich wird an zwei Rutgers-Physikerinnen, die nach Einschätzung der Fakultät für Physik herausragende akademische Leistungen erbracht haben, das Noemie Benczer Koller-Stipendium vergeben. Ein anonymer Spender rief es zu Ehren von Noemie B. Koller ins Leben.

## Auszeichnungen
- 1966: Fellow, American Physical Society
- 1997: New Jersey Women of Achievement Award
- 2001: Daniel Gorenstein Memorial Award, Rutgers University
- 2006: Distinguished Service Award of the APS Division of Nuclear Physics
- 2010: Dwight Nicholson Medal for human outreach, American Physical Society